# (73214) 2002 JQ22
(73214) 2002 JQ22 – planetoida z pasa głównego asteroid okrążająca Słońce w ciągu 3,67 lat w średniej odległości 2,38 j.a. Odkryta 8 maja 2002 roku.